# شپایشرسدورف
شپایشرسدورف (به آلمانی: Speichersdorf) یک شهر در آلمان است که در بایروث واقع شده‌است.